# 鍾玉鳳
鍾玉鳳，出生於台灣淡水區。女性琵琶演奏家、作曲家，多次擔任國內外開設中國古典音樂講座的講師，曾擔任佛光大學藝術學院講師，現職台北藝術大學兼任講師。曾於國際詩人節獨奏、為女性影展琵琶、薩克斯風與電影互動即興演奏，是少數傳統音樂背景出身，卻活躍於各樂類的琵琶演奏家與作曲家。

## 經歷
鍾玉鳳九歲起學琵琶。就讀淡水國中時向林谷芳學了一年琵琶，後考入國立臺灣藝術專科學校國樂科、國立藝術學院傳統音樂系（即後來的台北藝術大學）、佛光大學藝術學研究所第一屆畢業生。1993、1994年，分別赴北京三個月，向王范地、陳音等人學習。
大學畢業後，鍾玉鳳加入「忘樂小集」民族樂團，多次應邀於國內傳統音樂主題演奏會、歐美文化場合演出，2003年離開。
2004年，與新民謠創作者林生祥，共組「生祥與瓦窯坑3」樂團，合作《臨暗》專輯，跨出傳統國樂界。《臨暗》專輯入圍第16屆金曲獎6項獎項，玉鳳以《頭路》一曲入圍最佳編曲人獎（林生祥、彭家熙、陸家駿、鍾玉鳳）。
2005年，「生祥與瓦窯坑3」樂團至歐洲數個大型世界與民謠音樂節巡迴演出。
2006年，流浪之歌音樂節發表以琵琶為主的創作曲專場，並與印度打擊樂演奏家拉米許．修旦 Ramesh Shotham、匈牙利小提琴手 Zoltán Lantos 合作發表第一批創作「弦鼓新配」。
2008年，參與德國鋼琴家 Matthias Frey 所發起的「音樂越界計畫 Musiker-ohne-Grenzen」，與蒙古、埃及、以色列、印度、德國、瑞士等九位不同國籍的音樂人，共同生活及創作，臨時決定錄音，並於德國舉行數場成果發表音樂會，自此開始思考「何謂即興」。
2009年7月，受邀至德國 Rudelstadt 的 TFF 魯多許塔音樂節 Rudolstadt-Festival 邀請，參與當年的音樂主題短頸琴「Magic Lute」計畫，與六位不同國籍的音樂家組成一次性樂團Magic Lute，在一週內共同創作，演出兩場音樂會，演出收錄並出版VCD/DVD。次年（2010）年底又與來自匈牙利、瑞典、巴勒斯坦、德國、白俄羅斯、希臘、台灣的各國樂人，帶著不同型制的魯特琴再聚，於德國柏林、德國波蘭邊界的法蘭克福（Oder）、希臘雅典等城市演出，並開了兩場獨奏會。
2009年，參與大竹研專輯「I must have been here 似曾至此」。
2011年1月，赴開羅時遇上埃及革命，歸台後仍照計畫回開羅停留。
2012年，與甘美朗大樂團合作在印尼爪哇音樂節演出。並與菲律賓女樂人 Nity（Nityalila）合作、並開始跨入 Flamenco 音樂。
2013年，參與泥灘地浪人的專輯《寶島賣藥秀》、與 Wolfgang Obrecht、大竹研共同為印度華人紀錄片「城市邊界 City Boarders」創作電影配樂。
2014年起，與 David Chen 共組琵琶藍調吉他混種計畫「藍。掉」，展開世界巡演，其中一場收錄四首曲目於 EP Live Bootleg（未正式上通路發行，但有在大陸巡演時發售、以及作為藍掉專輯預購限量版的贈品）。巡演的現場錄音，於2016年4月發行《藍。掉 Fade to Blue》專輯，旋即於同年10月獲得第七屆金音獎最佳風格類型專輯獎。2017年8月再以《藍。掉 Fade to Blue》獲得第17屆華語音樂傳媒大獎《最佳爵士 / 藍調藝人》（鍾玉鳳、陳思銘）
2017年10月28日，與瑞典音樂家 Daniel Fredriksson在德國Weltklang世界音樂節演出。
2018年4月，推出籌備八年的專輯《擺 Pendulum》，入圍第九屆金音獎最佳風格類型單曲獎（〈枇杷芒果 Pipa-menco〉／《擺》／鍾玉鳳）、最佳樂手獎（《擺》／琵琶 ）、最佳風格類型專輯獎（擺）。獲得最佳樂手獎、最佳風格類型專輯獎。

## 參與專輯
- Magic Lute (TFF Rudolstadt 2009: Das MAGIC LUTE Projekt) （2010年，Magic Lute樂團）[12]
- 臨暗 / 生祥與瓦窯坑3
- 似曾至此 I Must Have Been There（2011年2月，大竹研與朋友）
- 寶島賣藥秀（2013年11月，泥灘地浪人）
- 城市邊界 City Boarders （2014年3月，Wolfgang Obrecht、大竹研、鍾玉鳳）
- 藍。掉 Bootleg EP（鍾玉鳳、陳思銘 David Chen ）
- 藍。掉 Fade to Blue（2016年4月，鍾玉鳳、陳思銘 David Chen ）
- 擺 Pendulum（2018年4月，鍾玉鳳、SambaSunda, Ramesh Shotham, Zoltán Lantos, Matthias Frey,Sotali）
- 擒虎記 Hold That Tiger（2018年11月，泥灘地浪人）[13]
- Juvenile A (2019年9月，陳珊妮 [14]
- 藍。掉 Fade to Blue（鍾玉鳳、陳思銘 David Chen）垂釣島嶼

## 獲獎
- 2016 年，第七屆金音獎，最佳風格類型專輯獎：藍。掉 Fade to Blue
- 2017年8月，第17屆華語音樂傳媒大獎《最佳爵士 / 藍調藝人》（鍾玉鳳、陳思銘）
- 2018年10月，第九屆金音獎，最佳風格類型專輯獎：擺
- 2018年10月，第九屆金音獎，最佳樂手獎：擺

## 外部連結
- 鍾玉鳳facebook （页面存档备份，存于） Chung Yufeng's official facebook fan page.
- 藍。掉facebook （页面存档备份，存于） Fade to Blue official facebook fan page.
- Chung Yufeng （页面存档备份，存于） Official Website